# Мостранспроект
«Мостранспроект» — многопрофильный научно-исследовательский и проектный институт, занимающийся решением проблем совершенствования эксплуатации и развития городского транспорта в Москве. Является подведомственным учреждением Департамента транспорта Москвы. Полное наименование: государственное бюджетное учреждение города Москвы «Научно-исследовательский и проектный институт городского транспорта города Москвы „МосТрансПроект“».

## История
Проектная контора электрического транспорта «Мосэлектротранспроект» при Управлении московского трамвая основана 13 сентября 1948 года постановлением Совета министров СССР. На неё возлагалось проектирование трамвайных путей, контактной сети трамвая и троллейбуса, тяговых подстанций и новых депо в Москве. С момента основания и до 1984 года организация располагалась в здании на Раушской набережной.
В 1955 году организация перешла в состав объединённого Трамвайно-троллейбусного управления. В 1958 году вместе с присоединением к последнему Управления пассажирского автомобильного транспорта образовалось Управление пассажирского транспорта Мосгорисполкома — предшественник нынешнего «Мосгортранса», в который и вошло предприятие, получив наименование Московская проектная контора управления пассажирского транспорта Мосгорисполкома («Мосгортранспроект»). В её полномочия вошло выполнение полного комплекса проектных работ по развитию материально-технической базы московского автобуса. «Мосгортранспроект» был уполномочен проектировать светофорные объекты и создавать новые технические средства и автоматизированные системы управления дорожным движением.
В 1964 году по заданию Мосгорисполкома отдел автоматики и телемеханики «Мосгортранспроекта» приступил к изучению возможности введения в столице автоматического регулирования уличного движения с применением ЭВМ. Первые датчики системы были установлены у Никитских Ворот, на Серпуховской Заставе, на улицах Горького и Богдана Хмельницкого, в дальнейшем число автоматически управляемых светофоров было увеличено. Опытная эксплуатация системы сократила задержки транспорта, что позволило сэкономить 150 тысяч рублей и обеспечить окупаемость системы за три года. Дистанционное управление светофорами осуществляли по телефонным проводам две ЭВМ (дублировавшие работу друг друга — на случай поломки одной из них). В 1968 году разработка этой системы, получившей название «СТАРТ», была завершена и рекомендована к использованию на всей территории Москвы.
В 1971 году специалистами «Мосгортранспроекта», Главного архитектурно-планировочного управления Мосгорисполкома и технического отдела Моссовета для Москвы были разработаны две основных типовых конструкции остановочного павильона на промежуточных остановках — до этого павильоны устанавливались только на конечных станциях, а также при строительстве МКАД.
21 марта 1979 года постановлением Совета министров РСФСР «Мосгортранспроект» был реорганизован в Научно-исследовательский и проектный институт городского пассажирского транспорта города Москвы («МосгортрансНИИпроект»). В 1984 году НИИ переезжает в здание по адресу Садовая-Самотёчная улица, 1.
21 ноября 2000 года организация получила статус дочернего государственного унитарного предприятия ГУП «Мосгортранс», к ней были присоединены Нормативно-исследовательская станция по труду и Машиносчётная станция. 29 мая 2007 года «МосгортрансНИИпроект» был отделён от «Мосгортранса», став самостоятельным государственным унитарным предприятием, подчинённым Департаменту транспорта и связи города Москвы, и избавившись от слова «пассажирского» в названии. В соответствии с новым уставом сферой деятельности института стали все виды и направления деятельности городского транспорта российской столицы. В 2014 году организация вновь переезжает на её нынешнее месторасположение в Потаповском переулке, где ранее размещался Центр организации дорожного движения Правительства Москвы.
9 августа 2017 года правительство Москвы своим распоряжением реорганизовало ГУП «МосгортрансНИИпроект» в ГБУ «Мостранспроект». В постановлении были определены новые цели реорганизованного предприятия: проведение научно-исследовательских, конструкторских и проектных работ в области организации дорожного движения, проведение научных исследований в целях развития транспортной системы общего пользования в Москве и внедрение полученных результатов. 22 июня 2018 года запланированная реорганизация была осуществлена.

## Проектная деятельность в Москве

### Трамвайная инфраструктура

#### Путевое хозяйство
Абсолютное большинство трамвайных линий было запроектировано специалистами «Мостранспроекта».
Отдел рельсовых путей трамвая института занимается проектами капитального ремонта трамвайных путей. По проектам на путях заменяют как саму конструкцию, так и дорожное покрытие, которое позволяет увеличить плавность хода и скорость трамваев. При ремонте применялись композитные шпалы, в состав которых входит переработанный пластик.
Институт разрабатывает проекты по организации трамвайных линий на новых участках. Среди таких проектов трамвайная линия в Бирюлёво, продление линий на шоссе Энтузиастов, на проспекте Академика Сахарова и улице Маши Порываевой, восстановление маршрута по Трифоновской улице. Ранее планировались линия на территории Новой Москвы, а также реконструкция эстакады монорельса с приспособлением её под движение трамвая.

#### Кранспресненское трамвайное депо

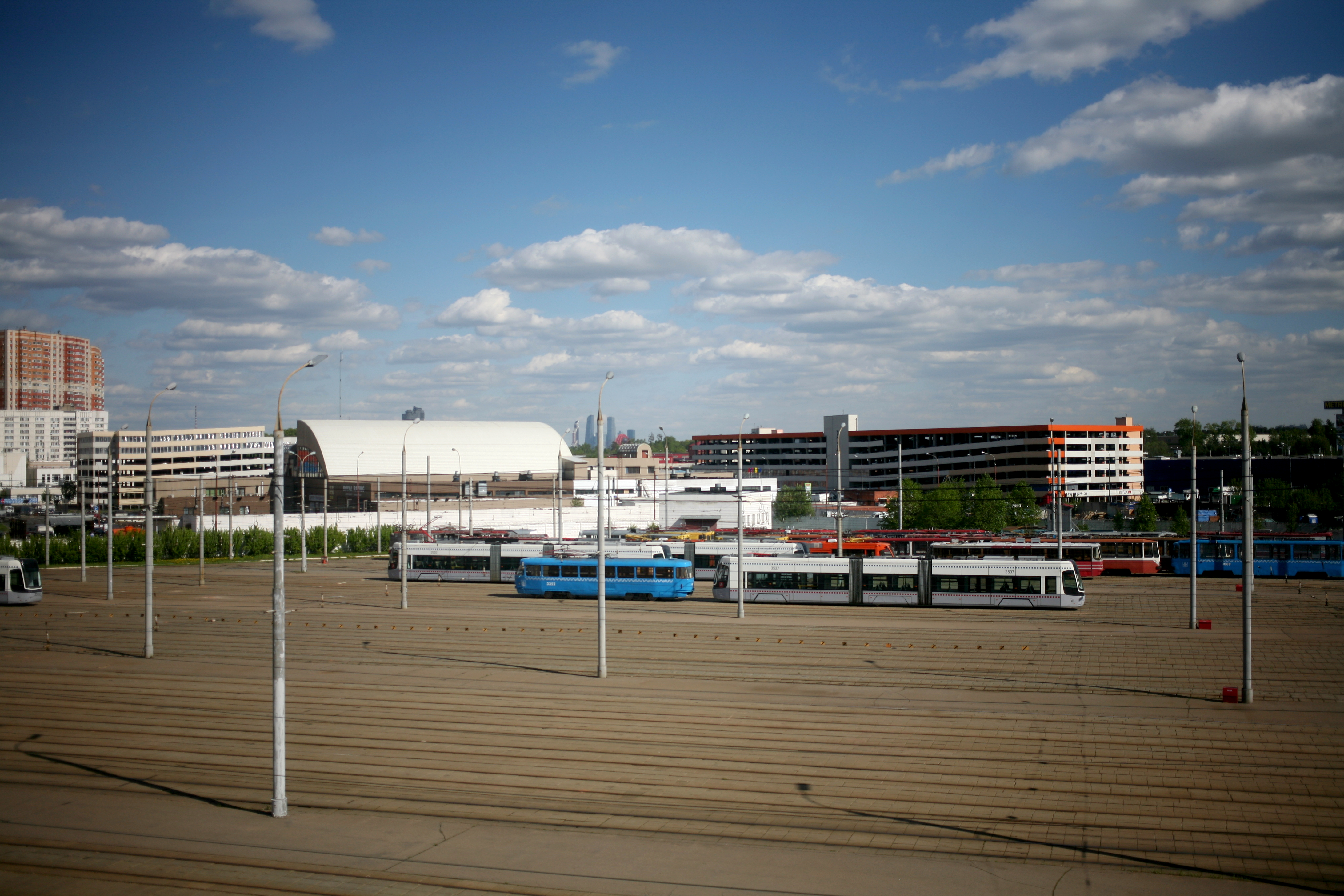
Новое Краснопресненское трамвайное депо

В 2002 году в Строгине было открыто перенесённое сюда с Пресни Краснопресненское трамвайное депо, спроектированное «МосгортрансНИИпроектом». Депо рассчитано на 255 вагонов. Обслуживает маршруты изолированной строгинской сети, проходящие в СЗАО и САО. При этом старое депо было переоборудовано в троллейбусное также по проекту НИИ.

#### Энергохозяйство
В 1969—1970 годах были разработаны четыре проекта тяговых подстанций для электрохозяйства трамвая: одноагрегатной на 600/1200 кВт установленной мощности, двухагрегатной (1200/2400 кВт), трёхагрегатной (1800/3600 кВт) та четырёхагрегатной (2400/4800 кВт).

### Комплексная система организации дорожного движения
В 2015—2016 годах в Москве по проектам «МосгортрансНИИпроекта» была внедрена комплексная схема организации дорожного движения (КСОДД) внутри МКАД. Всего КСОДД был создан для 2896 улиц, общей протяжённостью 2793 км. В рамках первого этапа КСОДД затронул 1282 улицы в пределах ТТК, а также основные магистрали города. В ходе второго этапа были охвачены 1614 улицы в границах МКАД. В дальнейшем планируется расширение зоны КСОДД для районов Москвы за МКАД.
Основным показателем успешности проекта называется время приезда скорой помощи. С внедрением КСОДД, а также благодаря другим мероприятиям, направленным на развитие дорожно-транспортной инфраструктуры, карета скорой помощи стала доезжать до места назначения в Москве за 8 минут, тогда как ранее этот показатель составлял порядка 20 минут. С внедрением КСОДД в зоне действия пешеходных переходов за 2016 год число погибших в авариях снизилось на 14 % по сравнению с 2015 годом, а раненых — на 10 %.

### Разработка и анализ маршрутной сети
В 2015 году институт спроектировал схемы пересадок на автобусы со всех остановочных пунктов Московского центрального кольца.
С 2016 года в Москве была внедрена «Новая модель наземного городского транспорта», в рамках которой «МосгортрансНИИпроект» разработал параметры перевозок для 211 маршрутов коммерческих перевозчиков. С введением «Новой модели» все автобусы коммерческих перевозчиков перешли на новый стандарт — был обновлён подвижной состав, пересмотрены маршруты, автобусы стали доступны для маломобильных людей. В начале 2018 года стало известно, что в Москве появятся 29 новых маршрутов частных перевозчиков. Часть из них пройдет по территории Новой Москвы.
Основным инструментом проектирования является сбор данных о поездках пассажиров общественного транспорта. Информация поступает при оплате поездки с помощью билета, имеющего уникальный идентификационный код. Соединив полученные данные с данными от системы ГЛОНАСС и расписанием движения маршрутов, аналитики получают матрицу корреспонденций, отражающую полную картину перемещений московских пассажиров на НГПТ, метро и индивидуальном транспорте.
В декабре 2017 года по проекту института была запущена модернизированная маршрутная сеть в районе Печатники, в том числе добавился новый маршрут. Там был реализован принцип мультимаршрутного расписания для четырёх маршрутов, когда один автобус в течение дня обслуживает несколько направлений. Таким образом между четырьмя маршрутами было распределено 28 автобусов.

### Благоустройство вестибюлей и пешеходных переходов метрополитена
С 2014 года «МосгортрансНИИпроект» выполнил 184 проекта по благоустройству вестибюлей Московского метрополитена и подуличных переходов (96 проектов — в 2014 году, 88 — в 2015—2016 годах). На первом этапе были реконструированы вестибюли и подземные пешеходные переходы на 84 станциях метро. В 2018 году предполагалось обновление прилегающей территории на 88 станциях.

### Велоинфраструктура

Велосипедная дорожка

Институт спроектировал первую городскую велодорожку, которая была открыта в 2013 году. Её маршрут проходит между парком парком «Музеон» и парком Победы. Протяжённость дорожки составляет 16 км. Ширина дорожки около трёх метров, на ней нанесены разметка и специальное покрытие, установлена подсветка.

### Транспортно-пересадочные узлы
29 июня 2017 года был открыт транспортно-пересадочный узел «Солнечная». Проектную документацию пешеходного моста и распределительного зала разработал «МосгортрансНИИпроект». Общая площадь здания — 2100 м², в том числе объектов торговли — 538 м², площадь проектируемых проездов и тротуаров — 0,16 га. Объект находится в 16 километрах от Киевского вокзала (в северной части района Солнцево города Москвы). ТПУ «Солнечная» соединил 3-й микрорайон Солнцева с конечной остановкой автобусов «Солнечная» и перспективную конечную станцию автобусов «Сколково».
В настоящее время институт занимается разработкой схем транспортного обслуживания, составляющим основную часть схем благоустройства территорий возле новых и существующих станций метрополитена и МЦД.

### Наземный транспорт
В 2018 году в институте сообщалось о запуске автобусов-амфибий в центре Москвы к 2020 году.

## Проектная деятельность за пределами Москвы
В июле 2017 года в рамках Московского урбанистического форума директор «МосгортрансНИИпроекта» Александр Поляков представил интерактивное меню решений для городов по развитию транспортной инфраструктуры.

### Ульяновск
В июле 2017 года «МосгортрансНИИпроект» подписал договор с Ульяновском о развитии транспортной системы. Договор предусматривает создание транспортной модели города, разработку региональной навигационно-информационной системы (РНИС) и оптимизацию маршрутной сети. В рамках договора будут разработаны проекты организации дорожного движения для трети дорог Ульяновска (200 км). Транспортная модель включает сведения о дорогах, направлении движения по ним, количестве проживающих и работающих человек в районах, маршрутах общественного транспорта, парковочном пространстве.
В декабре 2017 года специалисты «МосгортрансНИИпроекта» представили математическую модель города. Для создания математической модели использовалась статистика ГИБДД за последние три года. Учитывались данные по движению общественного и индивидуального транспорта в часы пик и в межпиковый период в разные времена года.

### Махачкала
11 июля 2017 года «МосгортрансНИИпроект» и администрация города Махачкалы подписали контракт на разработку стратегии комплексного развития транспортной системы с учётом сообщения с прилегающими территориями на всех видах транспорта. В неё войдут программа комплексного развития транспортной инфраструктуры (ПКРТИ), комплексная схема организации дорожного движения (КСОДД), схема транспортного обслуживания населения. Для разработки и реализации КСОДД в Махачкале будет проведён анализ транспортных и пассажирских потоков, статистики аварийности, условий дорожного движения. По итогам анализа транспортной ситуации городу будут предложены проекты организации дорожного движения для улиц общей протяжённостью 50 км.

### Ханой
«МосгортрансНИИпроект» разработал концепцию транспортной стратегии для Ханоя, презентация стратегии состоялась 11 октября 2017 года. Транспортная модель включает информацию обо всех дорогах и точках притяжения горожан. Для проблемных участков были предложены мероприятия по изменению организации дорожного движения, настройке светофоров, установке знаков и нанесению разметки. Также были подготовлены предложения по оптимизации работы городского пассажирского транспорта.

### Орловская область
Для Орловской области институт разработал портал «Обращаем внимание», запущенный 25 декабря 2017 года. Сайт позволяет жителям обращаться в органы власти и контролировать выполнение городских работ. На портал выкладываются данные о благоустройстве дворов, капитальном ремонте домов, строительстве и реконструкции дорог.

### Hyperloop
В 2016 году «МосгортрансНИИпроект» разработал предпроект трассы Hyperloop между китайским торгово-логистическим центром Хуньчунь и российским портом Зарубино. В основе технологии Hyperloop лежит принцип снижения сопротивления при движении в форвакууме (давление в 1000 раз меньше атмосферного), что позволяет достигать скоростей до 1100 км/ч. Транспортная система представляет собой грузовые и пассажирские капсулы, перемещаемые по вакуумной трубе. Капсулы приводятся в движение и тормозятся с помощью линейного электродвигателя. «Мостранспроект» разработал трассу маршрута с учётом рельефа местности и существующих объектов транспортной инфраструктуры. В таком виде трасса составит 64,8 км, а средняя скорость передвижения при технологии Hyperloop будет достигать 875 км/ч. Все это позволит перевозить более 50 млн тонн грузов в год. Расположенный на юго-востоке Китая один из крупнейших логистических центров со строительством линии фактически получит доступ к морю. Это станет возможно, поскольку весь путь, учитывая погрузку и выгрузку, будет занимать не более часа.

## Критика
В начале 2004 года «МосгортрансНИИпроект» оказался среди организаций — исполнителей НИОКР, подвергнувшихся проверке со стороны Контрольно-счётной палаты Москвы. В частности, часть договоров на размещение госзаказа было размещено Департаментом науки и промышленной политики Москвы и Московским комитетом по науке и технологиям без конкурса; в актах сдачи-приёмки работ не было информации об эффективности научно-технической продукции. Департамент не предоставил сведения о проведении системной работы по анализу эффективности использования средств, выделенных на науку. Ни один результат научно-технической деятельности не принят к бухгалтерскому учёту; отсутствовал учёт интеллектуальной собственности и другое.
В 2015 году организация подвергалась критике со стороны Общероссийского народного фронта за постановку нереалистичных сроков выполнения проектных работ субподрядчиками по конкурсу. Представители ГУП настаивали, что закупки соответствовали законодательству, а реальные сроки исполнения работ были более продолжительными, за что из причитавшихся сумм по договорам были вычтены средства.

## Руководство

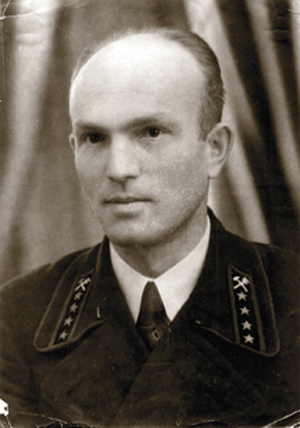
Михаил Шполянский

- Михаил Шполянский1948 — 1953 — Овечников Евгений Васильевич.
- 1953 — 1975 — Шполянский Михаил Наумович[50].
- 1975 — 1986 — Репин Виктор Иванович.
- 1988 — 1990 — Садовский Анатолий Петрович.
- 1990 — 2001 — Хорович Борис Григорьевич[51].
- 2001 — 2011 — Ключ Яков Борисович.
- 2011 — Рыбкин Вячеслав Георгиевич.
- 2011 — 2012 — Грибов Илья Владимирович.
- 2012 — 2013 — Гончаренко Сергей Владимирович (и. о.)
- 2013 — 2017 — Солнцев Михаил Владимирович.
- 2017 — 2021 — Поляков Александр Сергеевич[52].
- с 2021 — Титов Владимир Павлович.

## Символика

Логотип до 2015 года
Логотип в 2015—2018 годах

## Членство в ассоциациях
«Мостранспроект» является членом Международной ассоциации предприятий городского электрического транспорта (МАП ГЭТ).
Ассоциация «Цифровая эра транспорта» была создана в сентябре 2017 года. В её задачи входит «взаимодействие с регионами России с целью решения проблем развития транспортной инфраструктуры». Президентом ассоциации является Сергей Тен, член комитета Госдумы по транспорту и строительству, бывший директор «Мостранспроекта» Александр Поляков являлся вице-президентом ассоциации.
«Мостранспроект» входит в технический комитет по стандартизации организации дорожного движения ТК 277 при Росстандарте. В задачи технического комитета входят формирование и рассмотрение предложений по внесению изменений в стандарты организации дорожного движения, тестирование, оценка целесообразности и возможности применения. Участники технического комитета также работают над разработкой международных и межгосударственных стандартов. В составе технического комитета — Министерство транспорта Российской Федерации, Агентство автомобильного транспорта, Главное управление по обеспечению безопасности дорожного движения Министерства внутренних дел Российской Федерации, Центр организации дорожного движения города Москвы и прочие ведомства и организации.